# Hubert Berenbrinker

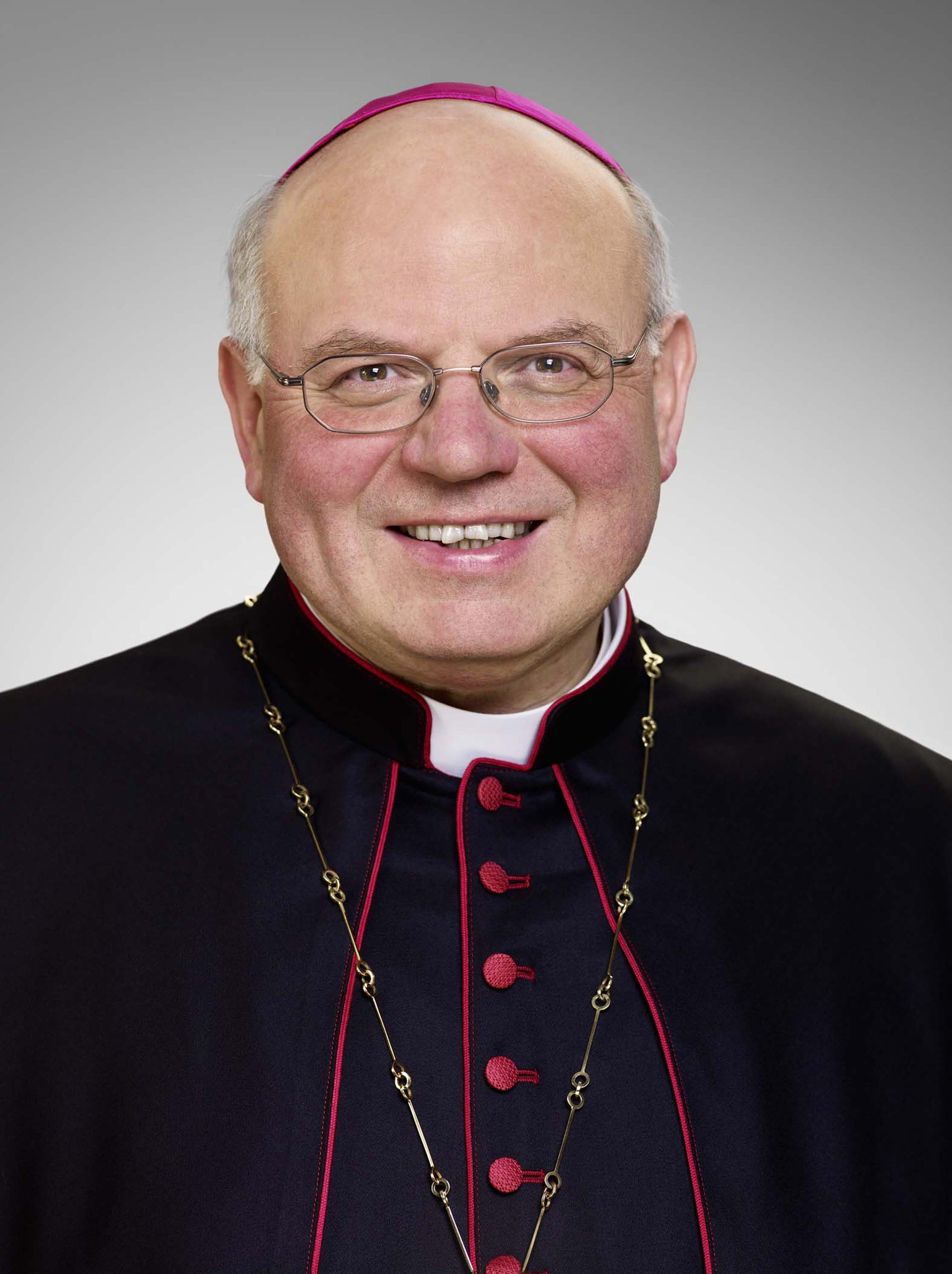
Weihbischof Hubert Berenbrinker

Wappen des Weihbischofs in Paderborn

Hubert Berenbrinker (* 7. Juni 1950 in Verl, Nordrhein-Westfalen) ist ein deutscher römisch-katholischer Geistlicher und emeritierter Weihbischof im Erzbistum Paderborn.

## Leben
Hubert Berenbrinker besuchte das Clemens-Hofbauer-Kolleg in Bad Driburg und erwarb 1970 das Abitur. Danach studierte er Theologie und Philosophie an der Theologischen Fakultät Paderborn und an der Leopold-Franzens-Universität Innsbruck. Am 11. Juni 1977 empfing Berenbrinker durch Erzbischof Johannes Joachim Degenhardt die Priesterweihe.
Von 1977 bis 1981 war Hubert Berenbrinker Vikar in Hagen und von 1981 bis 1983 in Löhne. Zugleich war er von 1981 bis 1983 Dekanatsjugendseelsorger im Dekanat Herford. Von 1983 bis 1989 war Berenbrinker Vikar in Bünde-Holsen und ab 1988 auch in Kirchlengern. Hubert Berenbrinker war von 1989 bis 2004 Pfarrer an St. Peter und Paul in Siegen und zudem von 1994 bis 1998 Dechant des Dekanats Siegen. Er wirkte von 1998 bis 2004 als Regionaldekan der ehemaligen Seelsorgeregion Siegerland-Südsauerland und von 2001 bis 2004 als Leiter des Pastoralverbundes Siegen-Süd. 2001 wurde Berenbrinker nichtresidierender Domkapitular des Paderborner Domkapitels; im Oktober 2004 wurde er zum Leiter der Zentralabteilung Pastorales Personal im Erzbischöflichen Generalvikariat Paderborn berufen. Seit Dezember 2004 ist er residierender Domkapitular. Am 14. Februar 2005 ernannte ihn Papst Johannes Paul II. zum Päpstlichen Ehrenkaplan.
Am 19. April 2008 ernannte ihn Papst Benedikt XVI. zum Titularbischof von Panatoria und bestellte ihn zum Weihbischof im Erzbistum Paderborn. Die Bischofsweihe spendete ihm am 15. Juni 2008 der Paderborner Erzbischof Hans-Josef Becker im Paderborner Dom; Mitkonsekratoren waren die Paderborner Weihbischöfe Manfred Grothe und Matthias König. Als Wahlspruch wählte Berenbrinker die Worte Omne quod spirat, laudet Dominum, Alleluja („Alles was atmet, lobe den Herrn! Halleluja!“), die aus dem Buch der Psalmen (Ps 150,6 ) entstammen.
Sein erstes Pontifikalamt feierte er am 7. Juli 2008 in seiner Heimatgemeinde Verl im Rahmen des 175. Jubiläums der St. Hubertus Schützengilde in der Verler St.-Anna-Kirche.
In der Deutschen Bischofskonferenz gehört er der Ökumenekommission und der Kommission für Erziehung und Schule an.
Am 21. September 2020 nahm Papst Franziskus das von Hubert Berenbrinker vorgebrachte Rücktrittsgesuch an.